# In Death
Seria In Death autorki Nory Roberts, piszącej pod pseudonimem J.D. Robb. Głównymi bohaterami są Eve Dallas, porucznik wydziału zabójstw nowojorskiej policji („New York City Police and Security Department”) i jej mąż Roarke. Akcja rozgrywa się w połowie XXI wieku.

## Książki
1. Dotyk śmierci (Naked in Death)
2. Sława i śmierć (Glory in Death)
3. Kwiat nieśmiertelności (Immortal in Death)
4. Śmiertelna ekstaza (Rapture in Death)
5. Czarna ceremonia (Ceremony in Death)
6. Anioł zemsty (Vengeance in Death) (Wznowienie 08.01.2013 r.  jako Anioł śmierci)
7. Randka ze śmiercią (Holiday in Death) (Wznowienie 21.11.2013 r. jako Święta ze śmiercią)
Śmierć o północy ze zbioru opowiadań „Śmierć o północy” (Midnight in Death; Silent Night Anthology)
8. Zabójczy spisek (Conspiracy in Death)
9. Aż po grób (Loyalty in Death)
10. Świadek śmierci (Witness in Death)
11. Zapłacisz krwią (Judgement in Death)
12. Srebrny błysk śmierci (Betrayal in Death)
Interludium w kosmosie ze zbioru opowiadań „Śmierć o północy” (Interlude in Death; Out of this World Anthology)
13. Wróg w płatkach róż (Seduction in Death)
14. W pogoni za śmiercią (Reunion in Death)
15. Wirus śmierci (Purity in Death)
16. Portret śmierci (Portrait in Death)
17. Powtórka ze śmierci (Imitation in Death)
18. Skarby przeszłości (Remember When)
19. Rozłączy ich śmierć (Divided in Death)
20. Wizje śmierci (Visions in Death)
21. O włos od śmierci (Survivor in Death)
22. Naznaczone śmiercią (Origin in Death)
23. Śmierć o tobie pamięta (Memory in Death)
Prześladowana przez śmierć ze zbioru opowiadań „Śmierć o północy” (Haunted in Death; Bump in the Night Anthology)
24. Zrodzone ze śmierci (Born in Death)
25. Słodka śmierć (Innocent in Death)
Śmierć w mroku ze zbioru opowiadań „Śmierć w mroku” (Eternity in Death; Dead of Night Anthology)
26. Pieśń śmierci (Creation in Death)
27. Śmierć z obcej ręki (Strangers in Death)
28. Śmierć cię zbawi (Salvation in Death)
Ritual in Death; Suite 606 Anthology
29. Obietnica śmierci (Promises in Death)
30. Śmierć Cię pokocha (Kindred in Death)
Fałszywa śmierć ze zbioru opowiadań „Fałszywa śmierć” (Missing in Death; The Lost Anthology)
31. Śmiertelna fantazja (Fantasy in Death)
32. Pociąg do śmierci (Indulgence in Death)
Possession in Death; The Other Side Anthology
33. Zdrada i śmierć (Treachery in Death)
34. Śmierć w Dallas (New York to Dallas)
Chaos in Death; The Unquiet Anthology
35. Celebryci i śmierć (Celebrity in Death) (13.09.2012 Polska)
36. Psychoza i śmierć (Delusion in Death) (11.04.2013 Polska)
37. Wyrachowanie i śmierć (Calculated in Death) (25.02.2014 Polska)
38. Niewdzięczność i śmierć (Thankless in Death) (wrzesień 2013 USA) (01.07.2014 Polska)
Taken in Death, Mirror, Mirror Anthology (październik 2013 USA)
39. Ukryta śmierć (Concealed in Death) (luty 2014)  (16.04.2015 Polska)
40. Święta i śmierć (Festive in Death) (wrzesień 2014) (01.10.2015 Polska)
41. Obsesja i śmierć (Obsession in Death) (luty 2015) (23.02.2016 Polska)
42. Pożądanie i śmierć (Devoted in Death) (wrzesień 2015) (10.11.2016 Polska)
43. Bractwo śmierci (Brotherhood in Death) (luty 2016) (09.02.2017 Polska)
44. Uczeń i śmierć (Apprentice in Death) (wrzesień 2016) (09.01.2018 Polska)
45. Echa i śmierć (Echoes in Death) (luty 2017) (13.09.2018 Polska)
46. Sekrety i śmierć (Secrets in Death) (wrzesień 2017) (08.01.2019 Polska)
47. Śmierć i mrok (Dark in Death) (luty 2018) (02.10.2019 Polska, Wydawnictwo Edipresse Książki)
48. Śmierć i ryzyko (Leverage in Death) (wrzesień 2018) (29.01.2020 Polska, Wydawnictwo Edipresse Książki)
49. Strefa śmierci (Connection in Death) (luty 2019) (29.09.2021 Polska, Wydawnictwo Świat Książki)
50. Wendeta po śmierć (Vendetta in Death) (2019) (2022 Polska, Wydawnictwo Świat Książki)
51. Złota śmierć (Golden in Death) (2020) (2023 Polska, Wydawnictwo Świat Książki)
52. Cienie i śmierć (Shadows in Death) (2020) (2023 Polska, Wydawnictwo Świat Książki)
53. Śmierć wiarołomnym (Faithless in Death) (2021) (sierpień 2023 Polska, Wydawnictwo Świat Książki)

## Postacie drugoplanowe

### Kapitan Ryan Feeney
Po raz pierwszy pojawia się w: Naked in Death – Dotyk Śmierci.
Kapitan Wydziału Elektronicznego Nowojorskiej Policji (EDD – Electronics Detection Division). Poprzedni partner Eve, jej mentor i nauczyciel. Jak zauważa Roarke, Eve i Feeney są bardzo do siebie podobni.
Feeney uwielbia komputery, dlatego po odejściu z wydziału zabójstw przenosi się do Wydziału Elektronicznego. Jest sumiennym policjantem i jak wynika z mimochodem rzucanych uwagach, oddanym mężem, ojcem i dziadkiem. Często podjada kandyzowane orzechy.
Jego poprzedni partner, Frank Wojinsky, zostaje zamordowany w „Ceremony in Death – Czarna Ceremonia”. Śledztwo w tej sprawie, prowadzone przez Eve, prowadzi do chwilowego kryzysu w relacjach między nimi. Sprawa ulega załagodzeniu po interwencji Roarke’a, który opowiada Feeneyowi o ojcu Dallas.

### Mavis Freestone
Po raz pierwszy pojawia się w: Naked in Death – Dotyk Śmierci
Mavis jest pierwszą prawdziwą przyjaciółką Dallas. Poznały się, kiedy Eve aresztowała Mavis za drobne oszustwa. Często zmienia wygląd, poczynając od koloru włosów czy oczu, kończąc na wyzywających ubraniach w jaskrawych kolorach.
Mavis imała się wielu zajęć, była na przykład medium, śpiewała w podrzędnej knajpie „Blue Squirrel”. Została z niej wyrzucona po tym jak stała się podejrzaną w sprawie morderstwa supermodelki Pandory („Immortal In Death – Kwiat Nieśmiertelności”). Rozwijając swoją karierę podpisuje kontrakt płytowy z jedną z firm Roarke’a i staje się sławną piosenkarką.
Jest bardzo lojalna w stosunku do Eve, zawsze wie, co jej doradzić. Jest świadoma przeszłości Eve, ale nie jest pewne czy wie o tym, iż Dallas zabiła swojego ojca.
Mavis jest żoną Leonardo, matką dziewczynki o imieniu Bella Eve, zdrobniale Belle, którą rodzi w „Born in Death”. Ślub z Leonardo bierze w szpitalu tuż przed porodem. Prosi Eve i Roarke’a o asystowanie przy porodzie, czym wzbudza w nich przerażenie. Ta dwójka zostaje również rodzicami chrzestnymi Belle.

### Lawrence Charles Summerset
Po raz pierwszy pojawia się w: Naked in Death – Dotyk Śmierci
Technicznie rzecz biorąc jest majordomusem Roarke’a. Jego prawdziwe nazwisko to Basil Kolchek. W okresie fikcyjnych „Wojen miejskich” służył w oddziałach medycznych.
Roarke spotkał Summerseta i Marlenę (8 lat) w wieku lat 10. Summerset przygarnął Roarke’ a, po tym jak znalazł chłopca pobitego prawie na śmierć w alejce (przez Patricka Roarke’a). Krótko potem Patrick został znaleziony martwy, przypuszczalnie padł ofiarą napadu rabunkowego. Roarke traktuje Summerseta jak ojca.
W książce „Portrait In Death – Portret Śmierci” Eve zdaje sobie sprawę, że to Summerset zabił ojca Roarke’a, bo jak sam stwierdził „musiał chronić dzieci”. Roarke nie jest świadom, kto rzeczywiście jest odpowiedzialny za śmierć jego ojca.
Kiedy Roarke miał 16 lat, zaczął odnosić coraz większe sukcesy, między innymi organizując gry hazardowe. Tymi działaniami naraził się lokalnej mafii, która uznała, że najlepszym sposobem na utemperowanie Roarke’a będzie zamordowanie Marleny, która miała wtedy 14 lat. Zwłoki zgwałconej, torturowanej i okaleczonej dziewczyny zostały porzucone pod drzwiami ich domu. W akcie zemsty, przez następną trzy lata, Roarke wytropił 6 mężczyzn odpowiedzialnych za śmierć Marleny, zadając im powolną i bolesną śmierć. Stało się to podstawą głównego wątku w „Vengeance In Death – Anioł zemsty”.
W tej samej książce Eve zdaje sobie sprawę, dlaczego Summerset jej nie lubi. Kiedy dowiaduje się o Marlenie, dociera do niej, że Summerset zawsze chciał, aby Roarke związał się z kimś takim jak Marlena, czyli słodką niewinną dziewczyną. Do czasu konfrontacji z Eve, Summerset nie zdawał sobie sprawy z podświadomych motywów swojej awersji do niej, co wywołuje u niego poczucie winy.
Pod koniec książki Dallas zasłania Summerseta własnym ciałem przed strzałem z broni laserowej.
Summerset i Eve celebrują własny codzienny rytuał obrzucania się obelgami i wykonywania czynności, o których wiedzą, że zirytują stronę przeciwną. Eve celowo zostawia swój wysłużony samochód służbowy na podjeździe, rzuca kurtkę na słupek balustrady, itp.
Summerset przypomina Eve o jej roli reprezentacyjnej jako żony Roarke’a, wypomina jej ciągłe spóźnienia i niestosowny ubiór.
Wbrew pozorom, oboje darzą się ukrytą sympatią (gdyby ktoś to zasugerował, zareagowaliby oburzeniem). Codzienne utarczki uważają za miły epizod i sposób na rozładowanie stresu. Jedynym tematem, w którym przyjmują wspólne stanowisko, jest dobro Roarke’a.
Summerset bardzo lubi Mavis, traktując ją bardzo opiekuńczo za każdym razem, kiedy ta odwiedza Dallas. Być może jest to sugestia, iż Mavis jest podobna do Marleny. „Prowadzi” Mavis do ślubu z Leonardem i pożycza jej obrączkę ślubną jego żony.
W książce „Innocent In Death” w pełni wspiera Eve w sprawie byłej kochanki Roarke’a, która próbuje skłócić małżonków. Jako uzasadnienie podaje fakt, że pomimo wszystkich wad Eve, ona naprawdę go kocha i czyni go szczęśliwym.

### Komendant Jack Whitney
Po raz pierwszy pojawia się w: Naked in Death – Dotyk Śmierci
Komendant nowojorskiej policji (NYPSD)
Bezpośredni przełożony Eve, ponieważ, dziwnym trafem, Dallas nie ma kapitana. Cieszy się wielkim autorytetem, także u Eve, co jest nie lada wyróżnieniem.
Whitney jest solidnym, doskonałym oficerem policji. W większości przypadków wspiera Eve w jej decyzjach zawodowych, w pełni docenia jej umiejętności. Wbrew deklaracjom Porucznik Dallas, iż ta woli pracować na ulicy, gdyby to tylko od niego zależało, awansowałby ją na kapitana. Nie zgadza się z decyzją innych wyższych oficerów, którzy blokują awans Dallas z powodu jej małżeństwa.
Nie aspiruje do wyższych pozycji politycznych niż ta zajmowana obecnie. Służy w policji tak długo jak Feeney, i najwyraźniej obaj odbywali razem służbę jako mundurowi.
Ma przynajmniej jedną córkę i więcej niż jednego syna ze swoją żoną Anną. Ma również kilkoro wnuków.
Kiedy Eve przypomina sobie, iż to ona zabiła swojego ojca, kategorycznie odmawia jej prośbie o wznowienie śledztwa w tej sprawie (Immortal In Death – Kwiat Nieśmiertelności), pomimo konfliktu jaki zaistniał między nimi podczas śledztwa w sprawie morderstwa bliskiej przyjaciółki Whitneya – Cicily Towers.
Zadziwiając Eve, bardzo dobrze dogaduje się z Roarke’iem. Przy rzadkich okazjach, kiedy spotykają się towarzysko, popijają whiskey i palą cygara.

### Nadine Furst
Po raz pierwszy pojawia się w: Naked in Death – Dotyk Śmierci
Reporterka Kanału 75, specjalizuje się w tematyce kryminalnej. Jest niedoszłą ofiarą mordercy w książce „Glory In Death – Sława i Śmierć”, została uratowana przez Eve. Jest bardzo ambitna, ale postępuje etycznie. Eve ufa, że ta nie ujawni przedwcześnie informacji i wykorzystuje ją jako źródło kontrolowanych przecieków, nawet bez wiedzy i zgody przełożonych. Nadine jest też wydajnym i szybkim źródłem informacji, z którego Dallas często korzysta w zamian za np. udzielenie wywiadu.
Kiedy w „Conspiracy In Death – Zabójczy Spisek”, Eve zostaje zawieszona w obowiązkach służbowych, Nadine emituje serię reportaży o dokonaniach Eve i buduje poparcie widzów dla Dallas.
Nadine i Eve, u zdziwieniu tej ostatniej, zostają dobrymi przyjaciółkami. Nadine była także obecna na przyjęciu panieńskim Eve, gdzie dobrze podchmielona tańczyła w bieliźnie na scenie, co Eve lubi jej od czasu do czasu przypomnieć.
Nadine zostaje gospodarzem własnego programu telewizyjnego „Now”, głównie dzięki reportażom na temat głośnych spraw prowadzonych przez Dallas. Jej pierwszym gościem jest oczywiście Eve (Innocent in Death).

### Funkcjonariuszka (Detektyw) Delia Peabody
Po raz pierwszy pojawia się w: Glory in Death – Sława i Śmierć
Tymczasowa asystentka Dallas w „Glory in Death – Sława i Śmierć” i „Immortal in Death – Kwiat Nieśmiertelności”
Asystentka na stałe od „Rapture in Death – Śmiertelna Ekstaza”
Partner: awans na detektywa w „Imitation In Death – Powtórka ze Śmierci”
Delia pochodzi z rodziny, która wyznaje „Free Age”, jest to fikcyjny odłam ruchu „New Age”. Jej rodzina to pacyfiści i bardzo spokojni ludzie. Delia woli jednak życie jako policjantka. Pomimo obaw o jej życie, rodzina wspiera ją w podjętej decyzji. Jest bardzo odpowiedzialną i sumienną policjantką. W miarę rozwoju postaci staje się coraz bardziej wygadana. Jak Eve stwierdziła: „kiedyś potrafiłaś zamilknąć kiedy Ci kazałam”.
Przez pewien czas umawia się z Charlesem Monroe w „Holiday In Death – Randka ze Śmiercią”, ale szybko zdaje sobie sprawę, że łączy ich jedynie przyjaźń. Faktu tego nie ujawnia jednak Ianowi McNabowi, co wywołuje u niego zazdrość.
Jej kochankiem jest Ian McNab. Poznają się w „Vengeance In Death – Anioł Zemsty” i natychmiast zaczynają się kłócić, w opinii Eve, jak małe dzieci. Ich związek jest bardzo burzliwy, romans nawiązują w „Loyalty In Death – Aż po grób”, zrywają ze sobą w „Betrayal In Death – Srebrny błysk Śmierci”, a oficjalny związek rozpoczynają w „Seduction In Death – Wróg w płatkach róż”. Ian poznaje rodziców Peabody w „Reunion In Death – W Pogoni za Śmiercią”. Jakkolwiek Delia jest bardzo szczęśliwa z Ianem, to kwestia ślubu jest jeszcze bardzo daleka.
Eve mówi Peabody o swoim dzieciństwie w „Visions In Death – Wizje Śmierci”.

### Dr Charlotte Mira
Po raz pierwszy pojawia się w: Naked in Death – Dotyk Śmierci
Jest głównym konsultantem nowojorskiej policji. Eve komentuje w „Naked In Death – Dotyk Śmierci”, że Mira mogłaby założyć prywatną praktykę, ale ta woli pracować dla policji.
Charlotte mówi Eve, że w dzieciństwie była wykorzystywana seksualnie przez ojczyma. Jej matka rozwiodła się z nim i ponownie szczęśliwie poślubiła ojca Charlotte.
Charlotte jest matką kilkorga dzieci ze swoim mężem Dennisem, ma również wnuki.
Dr Mira myśli o Eve jak o córce, co na początku wywoływało w Dallas mieszane uczucia. Z biegiem czasu Eve nabiera zaufania do Charlotte i zwierza jej się ze swoich problemów osobistych, związanych głównie z dzieciństwem.

### Detektyw Ian McNab
Po raz pierwszy pojawia się w: Vengeance in Death – Anioł Zemsty
Z pochodzenia Szkot, Ian jest detektywem w Wydziale Elektronicznym, którego kapitanem jest Feeney. Jest uzdolnionym hakerem, jakkolwiek nie tak dobrym jak Roarke.
Ian ubiera się bardzo żywo, nosząc jaskrawe kolory i po kilka kolczyków w uszach.
Jego związek z Peabody jest bardzo burzliwy. Nieświadom, że Delia w rzeczywistości nie sypia z Charlesem, jest niemożliwie zazdrosny. Po bójce z Charlesem w „Seduction In Death – Wróg w płatkach Róż” decydują się na związek monogamiczny.
W książce „Purity In Death – Wirus Śmierci” McNab był częściowo sparaliżowany, z tego powodu próbował zerwać z Peabody. Cała historia kończy się szczęśliwie, kiedy Ian po kilku dniach odzyskuje pełnię władzy. Po tym zdarzeniu Ian wyznaje Deli miłość.
Delia wyznaje mu, że nigdy nie spała z Charlesem dopiero w „Visions In Death – Wizje Śmierci”, co sprawia jej satysfakcję. W tej samej książce zamieszkują razem, w tym samym budynku co Mavis i Leonardo.

### Galahad
Po raz pierwszy pojawia się w: Naked in Death – Dotyk Śmierci
Galahad był kotem jednej z ofiar seryjnego zabójcy. Dallas znajduje go na miejscu zbrodni, z zamiarem oddania córce właścicielki. Kiedy jednak zrozpaczona kobieta odmawia, Eve zabiera go do siebie. Kot ratuje jej życie ocierając się o nogi zabójcy, trzymającego Dallas na muszce, dzięki czemu na ułamek sekundy rozprasza jego uwagę. Po tym zdarzeniu Eve nadaje kotu imię Galahad, z legendy o Królu Arturze, uznając go za swojego rycerza w lśniącej zbroi.
Kot jest ulubieńcem wszystkich domowników, często przez nich podkarmiany. Kiedy Eve ma koszmary, po przebudzeniu często zastaje Galahada strzegącego jej lub próbującego ją obudzić.
W „Portrait in Death – Portret Śmierci” jest sprawcą wypadku Summerseta. Summerset, niosąc naręcze pościeli potyka się o kota i spada za schodów, łamiąc rękę i nogę. Pomimo tego wydarzenia, Summerset domaga się obecności Galahada w jego pokoju podczas rekonwalescencji.
Galahad jest opisany jako gruby, szary kot z dwukolorowymi oczami, jednym zielonym, drugim złotym. Roarke podarował kiedyś Eve maskotkę imitującą Galahada.

### Leonardo
Po raz pierwszy pojawia się w: Immortal in Death – Kwiat Nieśmiertelności
Leonardo jest słynnym projektantem mody. Jego żoną jest Mavis, z którą ma córkę Belle. Jest potężnym mężczyzną, o cechach rdzennego Amerykanina. Jest człowiekiem o spokojnym usposobieniu, często o sercu i nerwach siedmiolatka.
Leonardo zaprojektował suknię ślubną Eve, która uważa go za dobrą parę dla Mavis.

### Caro – Caroline Ewening
Po raz pierwszy pojawia się w: Naked in Death – Dotyk Śmierci
Administrator Roarke’a, nazywana przez wszystkich Caro, jest jego prawą ręką. Jest matkę Revy Ewening, byłej agentki Secret Service, która uratowała życie Prezydent Stanów Zjednoczonych.
Caro jest wyjątkowo efektywną i zaradną kobietą. Jedyny raz kiedy prosi Roarke’a o pomoc jest w „Divided In Death – Rozłączy ich Śmierć”, kiedy jest córka zostaje wrobiona w morderstwo.

### Trina
Po raz pierwszy pojawia się w: Immortal in Death – Kwiat Nieśmiertelności
Trina jest wizażystką. O jej życiu prywatnym nie wiadomo właściwie nic, oprócz tego że przyjaźni się z Mavis i Leonardo. Pojawia się jedynie po to żeby „torturować” Eve masażami, pielęgnacją włosów i paznokci itp. Kilkakrotnie pracowała dla policji jako konsultantka w sprawach mody a także przygotowywała Eve i Delię do pracy incognito. Dzięki znajomości z Eve, a w konsekwencji z Nadine, pracuje również dla telewizji.

### Detektyw David Baxter
Po raz pierwszy pojawia się w: Vengeance in Death – Anioł Zemsty
Jeszcze jeden detektyw z Wydziału Zabójstw. Lubi drażnić Eve aluzjami na temat jej bogatego męża i życia, jakie teraz wiedzie. Jeżeli Eve prowadzi jakieś duże śledztwo, angażuje go do zespołu.
W „Purity in Death – Wirus Śmierci” Eve przydziela mu do pomocy Truehearta. Baxter ma za zadanie wyszkolić go w taki sposób jaki Eve szkoliła Peabody. W rzadkich chwilach słabości, przyznaje że bardzo lubi szkolić Truehearta.
Baxter zostaje ciężko ranny w „Survivor in Death – O włos od Śmierci”, ale rany nie zagrażają jego życiu.

### Funkcjonariusz (detektyw) Troy Trueheart
Po raz pierwszy pojawia się w: Conspiracy in Death – Zabójczy Spisek
Najbardziej naiwna postać w serii. Jest młodym (22 lata), uczciwym, niewinnym i entuzjastycznie nastawionym fumkcjonariuszem (w „Witness in Death – Świadek śmierci” dziękuje Eve za zadanie, które polegało na staniu na zimnie przez całą noc i wypatrywaniu podejrzanego). Eve określa go mianem zielonego w sprawach policyjnych jak wiosenna trawa.
Zostaje ciężko ranny w „Witness in Death – Świadek śmierci”.
W „Purity in Death – Wirus Śmierci”, Trueheart, na prośbę Eve zostaje przydzielony Baxterowi, w charakterze asystenta. W tej samej książce Trueheart po raz pierwszy zabija człowieka, co bardzo przeżywa. Troy zostaje porwany przez mordercę w „Portrait in Death – Portret Śmierci”, ale udaje mu się pozostać przytomnym do czasu przekazania przez komunikator swojej pozycji.
Jedyną osobą która nie lubiła Truehearta, była Ellen Bowers, oficer z którą współpracował, gdy jego postać została przedstawiona. Bowers żywiła nienawiść do Eve, za sukcesy jakie ta odnosiła. Jej śmierć stała się przyczyną zawieszenia Eve w czynnościach służbowych.
W 'Pożądanie i śmierć" Troy przygotowuje się do egzaminu na detektywa. Jeszcze w tym samym zdaje egzamin.

### Charles Monroe
Po raz pierwszy pojawia się w: Naked in Death – Dotyk Śmierci
Charles jest „licencjonowaną osobą do towarzystwa”. Był przyjacielem pierwszej ofiary w „Naked in Death – Dotyk Śmierci”. Eve uważa go za przyjaciela, chociaż nie aprobuje jego profesji.
Zaczyna umawiać się z Delią Peabody w 'Holiday in Death – Randka ze Śmiercią', ale po krótkim czasie zostają jedynie dobrymi przyjaciółmi. Delia nie ujawnia tego faktu nikomu poza Dallas, dlatego pozostali bohaterowie uważają, że Delia i Charles mają romans.
W „Seduction in Death – Wróg w Płatkach Róż” Charles poznaje Dr Louise Dimatto, z którą niedługo potem nawiązuje romans. Louise nie przeszkadza profesja Charlesa, co zadziwia Eve. Po pewnym czasie para zamieszkuje razem, tworząc udany związek. W 'Strangers in Death' Charles rezygnuje z licencji 'osoby do towarzystwa' i podejmuje starania o uzyskanie licencji terapeuty. Charles podejmuje tę decyzję przez oświadczeniem się Louise.

### Dr Louise Dimatto
Po raz pierwszy pojawia się w: Conspiracy in Death – Zabójczy Spisek
Louise jest lekarzem w klinice na Canal Street, w dzielnicy slumsów. Pochodzi z rodziny bardzo bogatych i wpływowych lekarzy, ale woli pracę na rzecz biednych niż renomowaną posadę z wysoką pensją.
Louise jest konsultantką Eve w kilku sprawach, które ta prowadzi. Louise jest także jednym z niewielu lekarzy, których Eve toleruje, dlatego to przeważnie ona opatruje obrażenia Eve.
Kiedy Eve zostaje zawieszona i oficjalnie nie może prowadzić śledztwa, aby uzyskać od Louise informacje, daje jej łapówkę, w wysokości pół miliona dolarów, którą dr Dimatto przeznacza na rozbudowę kliniki. Po pewnym czasie Eve dowiaduje się, że Louise w rzeczywistości otrzymała od Roarka 3 miliony dolarów, pod warunkiem, iż będzie również pracowała w ośrodku dla maltretowanych kobiet „Dochas”.

### Don Webster
Po raz pierwszy pojawia się w: Naked in Death – Dotyk śmierci  lub Judgement in Death – Zapłacisz krwią
Webster miał kiedyś romans z Dallas zanim ta poznała Roarka. Aktualnie pracuje w wydziale spraw wewnętrznych. W  „Judgement in Death – Zapłacisz krwią” ostrzega Eve by ta zaprzestała w prowadzeniu w dochodzenia w sprawie skorumpowanych policjantów, w tej samej książce zostaje ranny, po tym jak uratował Eve przed ciosem nożem, kiedy ta chciała aresztować podejrzanego. Udaje mu się z tego wyjść.